# Lampetis geniculata
Lampetis geniculata es una especie de escarabajo del género Lampetis, familia Buprestidae. Fue descrita científicamente por Waterhouse en 1889.